# سیارک ۱۷۱۰۸
سیارک ۱۷۱۰۸ (به انگلیسی: 17108 Patricorbett، نامگذاری:1999JL51) هفده هزار و صد و هشتمین سیارک کشف شده‌است که در ۱۰ مه ۱۹۹۹ کشف شد.
قدر مطلق سیارک برابر ۱۶.۲ است.